# Thiruthangal
Thiruthangal (o Tiruthangal) è una suddivisione dell'India, classificata come town panchayat, di 49.142 abitanti, situata nel distretto di Virudhunagar, nello stato federato del Tamil Nadu. In base al numero di abitanti la città rientra nella classe III (da 20.000 a 49.999 persone).

## Geografia fisica
La città è situata a 09° 28' 33 N e 77° 47' 33 E.

## Società

### Evoluzione demografica
Al censimento del 2001 la popolazione di Thiruthangal assommava a 49.142 persone, delle quali 24.569 maschi e 24.573 femmine. I bambini di età inferiore o uguale ai sei anni assommavano a 6.391, dei quali 3.239 maschi e 3.152 femmine. Infine, coloro che erano in grado di saper almeno leggere e scrivere erano 32.525, dei quali 18.239 maschi e 14.286 femmine.